# Евтеев, Константин Георгиевич
Константин Георгиевич Евтеев (1916 — дата смерти неизвестна) — советский футболист, вратарь, футбольный тренер.

## Биография
В 1936—1937 годах выступал за калининский «Спаратак», в 1936 году — в соревнованиях коллективов физкультуры, в 1937 году — в группе «Д» первенства СССР среди мастеров. Сыграл все 10 матчей своей команды в сезоне 1937 года, также в этом году исполнял обязанности главного тренера клуба.
В 1939 году играл за минский «Спартак». Выходил на поле в двух матчах группы «Б», обе игры были проиграны — 0:5 и 0:4.
В 1941 году выступал за ленинградский «Спартак». Дебютный матч в группе «А» сыграл 27 апреля 1941 года против минского «Динамо» (1:2). Всего в высшей лиге сыграл 7 матчей и пропустил в них девять голов, однако из-за начавшейся войны результаты этого сезона были аннулированы.
Дальнейшая судьба неизвестна.